# First Hawaiian Center
Das First Hawaiian Center im Zentrum von Honolulu ist das höchste Gebäude im US-Bundesstaat Hawaii. Es dient als Hauptquartier der First Hawaiian Bank und beherbergt außerdem Ausstellungsräume des Honolulu Museum of Art.

## Beschreibung
Das Hochhaus liegt im Herzen der Stadt nahe dem  ʻIolani-Palast, Hawaii State Capitol, Hawaii State Art Museum und dem Aloha Tower. Das 131 m hohe Gebäude wurde zwischen 1993 und 1996 gebaut. Es verfügt über 30 oberirdische und fünf unterirdische Etagen mit einer Bruttogeschossfläche von 65.100 m². Der Turm verbreitert sich mit zunehmender Höhe, ähnlich dem Bug eines Schiffes. Von den 13 High-Speed-Aufzügen befinden sich vier an der Außenseite und bieten einen Blick auf den Hafen von Honolulu.
Die Vorhangfassade weist fünf unterschiedliche Designs aus Glas – auf der dem Meer zugewandten Seite – und Stein auf. Zu den Baustoffen gehören Marmor, Granit, Kalkstein und Schiefer aus Frankreich, England, Brasilien, Italien und den USA. In den Untergeschossen gibt es Parkplätze für über 700 Fahrzeuge. Das Fundament liegt 16,76 m unter der Straßenebene, dafür wurden über 12.000 m³ Beton verwendet.
Das Hochhaus ist von einer 2200 m² großen, landschaftlich gestalteten Plaza mit Wasserkanälen umgeben. Der Entwurf des Gebäudes stammt vom Architekturbüro Kohn Pedersen Fox. Die Baukosten beliefen sich auf 175 Millionen US-Dollar.
Im Zentrum von Honolulu besteht für Gebäude eigentlich eine Höhenbegrenzung von 106 m, denn sie sollen das Wahrzeichen der Stadt, Diamond Head (232 m), nicht klein erscheinen lassen. Für das First Hawaiian Center wurde eine Ausnahmegenehmigung erteilt.